# Боховска планина
Боховска планина е планина в Западна България и Югоизточна Сърбия, в историко-географската област Краище.
Планината е част от Руйско-Верилската планинска група, като по билото ѝ от гранична пирамида 173 до гранична пирамида 185 преминава участък от държавната ни граница с Република Сърбия. От север на юг дължината ѝ е 10 km, а ширината ѝ – 6 km. На север достига до река Ерма при село Стрезимировци, която я отделя от Милославска планина, а на запад – до десния ѝ приток река Полевица и притокът ѝ Николица. На североизток склоновете ѝ затъват в Трънската котловина (Знеполе), а на изток долината на река Лешниковица (десен приток на Ерма) и седловината Вълча поляна (1105 m) я отделят от Еловишка планина. На юг чрез седловината Въргавица (1285 m) се свързва с планината Кървав камък. В южната ѝ част преминава участък от главния вододел на България между водосборните басейни на Черно и Егейско море.
Планината има прост орографски план, включващ централен рид с посока север-юг, по който върви държавната граница и странични къси ридове. Билото ѝ е плоско и е наклонено на север. То започва от Стрезимировци и се издига постепенно през върховете Бабина чука, Борина чука (1078), Яничева чука (1097), Локва (1167), Дебела дърма (1258), Огорелица (1318) и Разкръсье (1332), като достига до седловината Въргавица, през която някога е преминавала пътека от село Горна Мелна до село Кострошевци (днес в Сърбия). Към българска територия се спускат къси ридове, между които по-значителни са Попов дел (1229), отделящ се от връх Огорелица на югоизток, и Боинске ливаде (1268) южно от село Бохова.
Изградена е от кристалинни шисти. Климатът е умерено-континентален и е характерен с продължителна и снежна зима и хладно лято. Реките са къси и с непостоянен отток. Под връх Огорелица извира Треклянска река (десен приток на Струма). Редица имена на местности обаче свидетелстват за повече води в миналото. В миналото нейните източни български склонове са били опороени, но сега са залесени с букови гори, тук-там с иглолистни култури, а по-рядко се срещат цер и габър. Обширните пасища и поляни, съществували до средата на миналия век, днес са превзети отново от горската растителност и особено от самозалесили се иглолистни видове. Западните ѝ сръбски склонове са обезлесени. От животинския свят са представени дивата свиня, лисицата, вълкът, множество птици.
През последните петдесет години населението на планината е намаляло десет пъти и днес тя е практически без постоянно население. По източната ѝ периферия, на българска територия, са разположени селата Бохова, Горна Мелна, Джинчовци, Реяновци, Стайчовци, Стрезимировци и Цегриловци, а на сръбска – село Кострошевци.
В полите ѝ, над село Реяновци е разположен малкият манастир „Света Богородица“.

## Топографска карта
- Лист от карта K-34-45. Мащаб: 1 : 100 000.
- Лист от карта K-34-46. Мащаб: 1 : 100 000.